# OpenSearch

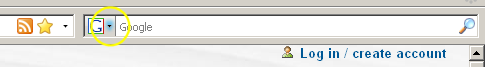
Exemplo de uma página da web que oferece a adição de um novo plugin de pesquisa. Com o Firefox, o símbolo do mecanismo de pesquisa atualmente selecionado torna-se azulado. O usuário pode adicionar o mecanismo de busca oferecido por essa página clicando no triângulo.

OpenSearch  - coleção de tecnologias que permitem a publicação de resultados de pesquisa num formato adequado para a sindicação (syndication) e agregação (aggregation). É uma forma de sites e motores de busca publicarem os seus resultados de pesquisa num formato padrão e acessível.
O OpenSearch foi desenvolvido pela subsidiária A9 da Amazon.com e a primeira versão, OpenSearch 1.0, foi revelada por Jeff Bezos  na O'Reilly Emerging Technology Conference em março de 2005. As versões preliminares do OpenSearch 1.1 foram lançadas durante setembro e dezembro de 2005. A especificação do OpenSearch está licenciada pela A9 sob a licença Creative Commons Attribution-ShareAlike 2.5.

## Suporte
A lista de  navegadores Web que suportam OpenSearch inclui o Firefox e o Google Chrome.

## Especificação
O OpenSearch consiste em:

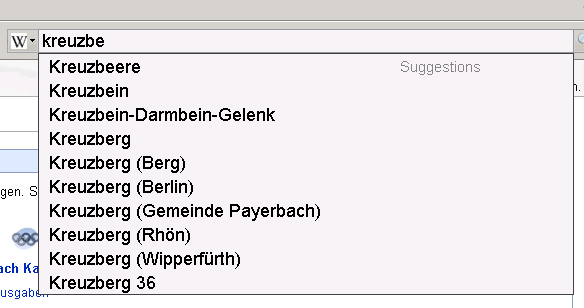
Sugestões de pesquisa na Wikipedia em alemão

1. Ficheiros de descrição do OpenSearch: arquivos XML que identificam e descrevem um mecanismo de pesquisa.
2. Sintaxe da Consulta do OpenSearch (OpenSearch Query Syntax): descrevem a localização onde se obtêm os resultados de pesquisa.
3. OpenSearch RSS (no OpenSearch 1.0) ou OpenSearch Response (no OpenSearch 1.1): formato para fornecer resultados OpenSearch.
4. Agregadores OpenSearch: Sites que mostram resultados OpenSearch.
5. OpenSearch "Auto-descoberta " (Auto-descovery) para sinalizar a presença de um link de plugin de pesquisa para o utilizador e o link incorporado no cabeçalho de páginas HTML

Documentos de Descrição OpenSearch  (OpenSearch Description Documents) - listam respostas de resultados de pesquisa para determinado site / ferramenta. A versão 1.0 da especificação só permitia apenas uma resposta, em formato RSS; No entanto, a versão 1.1 fornece suporte para várias respostas, que podem ser em qualquer formato. RSS e Atom são os únicos formalmente suportados por agregadores OpenSearch, no entanto outros tipos, como HTML são perfeitamente aceitáveis.
- A Auto-descoberta automática (Auto-Discovery) de um Documento de Descrição do OpenSearch está disponível a partir de documentos HTML e Atom ou RSS através de relações Link sob a forma de <atom:link rel="search" ... /> para feeds Atom [4] ou <link rel="search" ... /> para feeds RSS[5] e documentos HTML.
- O Documento de Descrição OpenSearch deve ser colocado em um servidor Web do mesmo domínio.
- Os Documentos de Descrição OpenSearch devem ser associados com o tipo de mídia da internet application/opensearchdescription+xml .[6]